# Torcy-et-Pouligny
Torcy-et-Pouligny este o comună în departamentul Côte-d'Or, Franța. În 2009 avea o populație de 150 de locuitori.

## Evoluția populației
| An        | 1975 | 1982 | 1990 | 1999 | 2006 | 2009 |
| --------- | ---- | ---- | ---- | ---- | ---- | ---- |
| Populație | 161  | 161  | 190  | 175  | 158  | 150  |